# Xã Annville, Quận Lebanon, Pennsylvania
Xã Annville (tiếng Anh: Annville Township) là một xã thuộc quận Lebanon, tiểu bang Pennsylvania, Hoa Kỳ. Năm 2010, dân số của xã này là 4.767 người.